# Apărarea Oficiului Poștal Polonez din Danzig
Apărarea Oficiului Poștal Polonez din Danzig (azi Gdańsk) a fost una dintre primele lupte ale celui de-Al Doilea Război Mondial în Europa, făcând parte din operațiunile militare germane de invadare a Poloniei.
La 1 septembrie 1939, personalul Oficiului Poștal Polonez din Danzig a apărat clădirea Poștei poloneze timp de aproximativ 15 ore împotriva asediului SS Heimwehr Danzig (trupele SS din Danzig), a formațiunilor  SA și a unităților speciale ale Ordnungspolizei (poliția din Danzig). Toți, cu excepția a patru apărători care au scăpat din clădire în timpul predării, au fost în mod nedrept condamnați la moarte la 5 octombrie 1939 de către o curte marțială germană și executați.

## Preludiu

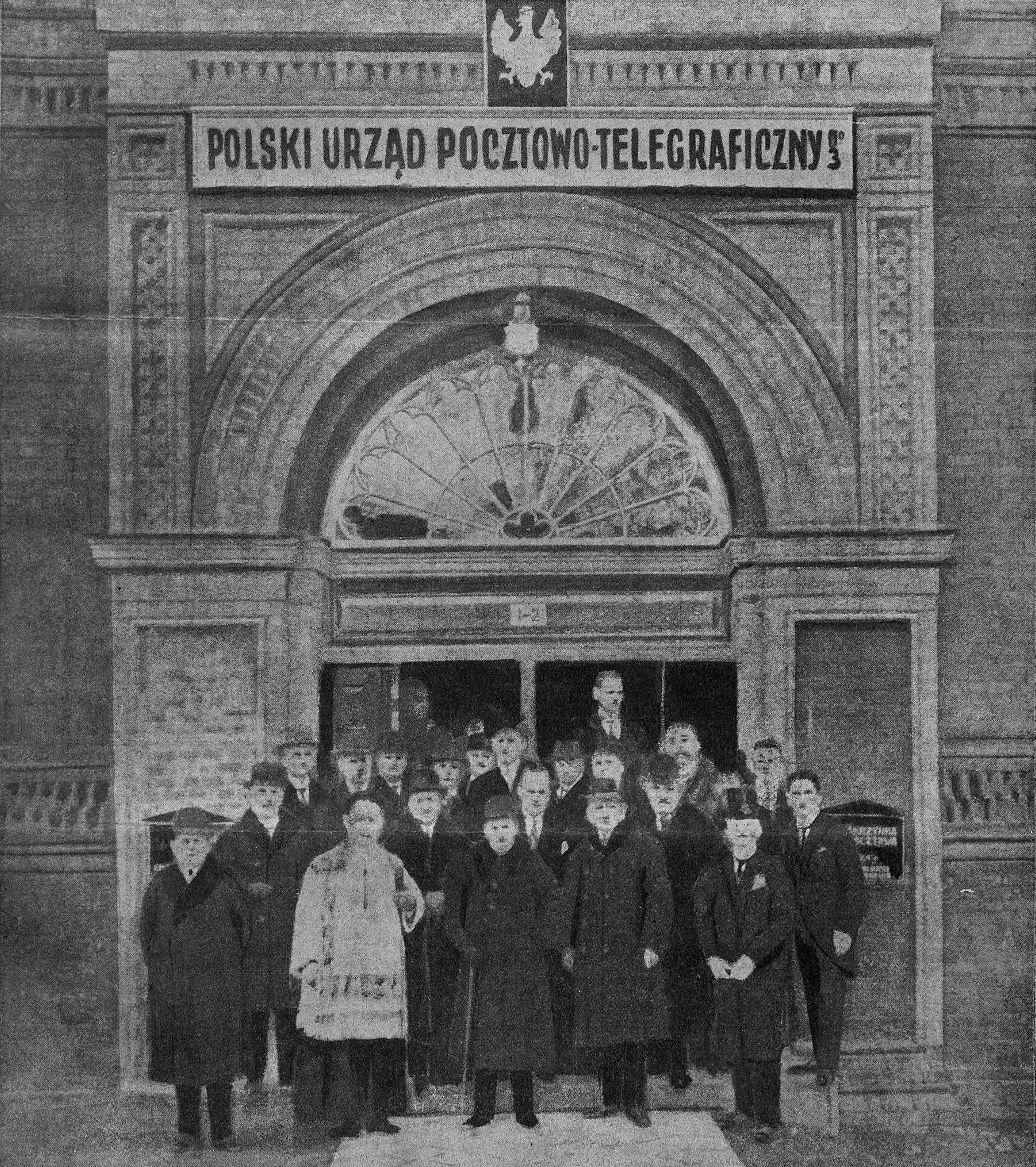
Deschiderea Oficiului Poştal Polonez „Gdańsk 3” în 1925

Oficiul Poștal Polonez (Poczta Polska) din Orașul Liber Danzig (Gdańsk) a fost înființat în anul 1920, în conformitate cu dispozițiile Tratatului de la Versailles, iar clădirile sale au fost considerate proprietate extrateritorială a Poloniei. Oficiul Poștal Polonez din Danzig cuprindea mai multe clădiri.
Pe măsură ce tensiunile între Polonia și Germania au crescut, Înaltul Comandament Polonez l-a detașat în aprilie 1939 pe inginerul genist și sublocotenentul rezervist (sau 2LT) Konrad Guderski pe coasta Mării Baltice. Împreună cu Alfons Flisykowski și cu alții, el a contribuit la organizarea personalul oficial și voluntar de la Oficiul Poștal Polonez din Danzig și l-a pregătit pentru eventualele ostilități. Pe lângă instruirea personalului, el a pregătit apărarea în interiorul și în jurul clădirii: copacii din apropiere au fost tăiați și intrarea a fost fortificată. La jumătatea lunii august, zece angajați suplimentari au fost trimiși la Oficiul Poștal din Danzig de la birourile poștale poloneze din Gdynia și Bydgoszcz (aceștia erau în majoritate ofițeri în rezervă).
În clădirea Poștei Poloneze se afla la 1 septembrie 1939 un număr de 57 de persoane: Konrad Guderski, 42 de funcționari polonezi locali, 10 funcționari de la Gdynia și Bydgoszcz, și custodele clădirii cu soția și fiica sa de 10 ani, care locuiau în clădire. Angajații polonezi aveaz mai multe arme, inclusiv trei puști mitraliere Browning wz.1928, alte 40 de arme de foc și trei lăzi cu grenade de mână. Planul de apărare polonez prevedea ca apărătorii să-i țină pe germani în afara clădirii timp de 6 ore, până când o formațiune militară din cadrul Armia Pomorze ar fi trebuit să ajungă în zonă.
Planul de atac german, elaborat în iulie 1939, prevedea asedierea clădirii din două direcții. Un atac cu scop de diversiune trebuia să aibă loc la intrarea din față, în timp ce principala forță urma să spargă zidul dinspre biroul aflat în vecinătate și să atace din lateral.

## Lupta
La ora 4 germanii au tăiat liniile telefonice și electricitatea din clădire. La 04:45, în același timp în care cuirasatul german Schleswig-Holstein a început bombardarea avanpostului militar al Armatei Poloneze de la  Westerplatte, forțele germane au început asaltul asupra Poștei Poloneze. Unitățile germane detașate pentru această sarcină au fost compuse din unități speciale ale poliției locale, din formațiuni locale SA și din unitățile SS SS Wachsturmbann "E" și SS Heimwehr Danzig, sprijinite de cel puțin trei autoblindate ADGZ. Atacul a fost comandat de către colonelul Poliției germane, Willi Bethke.

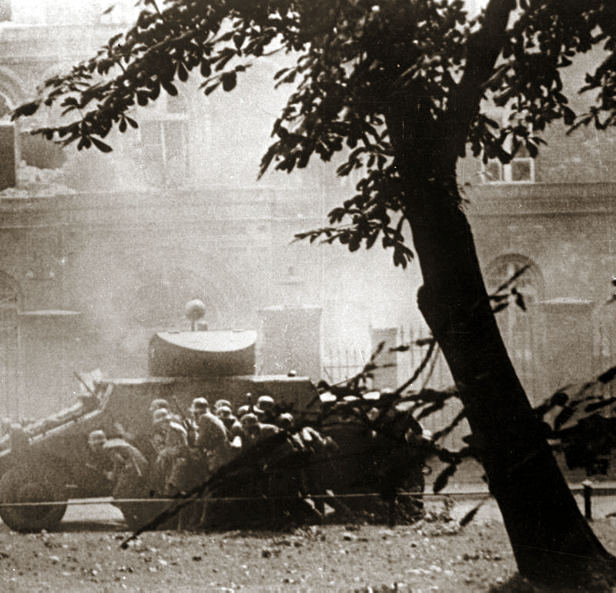
Trupe SS atacând la adăpostul unui vehicul ADGZ.

Primul atac german, din față, a fost respins, deși germanii au reușit să treacă de intrare și să intre pentru o scurtă perioadă în clădire (doi atacatori au fost uciși și șapte au fost răniți, inclusiv conducătorul unui grup). Al doilea atac a fost, de asemenea, respins. Comandantul apărării poloneze, Konrad Guderski, a murit în timpul celui de-al doilea atac din cauza exploziei propriei sale grenade cu care i-a oprit pe germanii ce spărseseră peretele.
La ora 11:00 unitățile germane au fost întărite de Wehrmacht cu două tunuri de 75 mm, dar următorul atac, chiar și cu sprijinul artileriei, a fost din nou respins. La 15:00 germanii au declarat o încetare a focului de două ore și au cerut forțelor de apărare poloneze să se predea, dar au fost refuzați. Între timp, nemții au primit întăriri suplimentare: un tun de 105 mm și o unitate de geniști, care a săpat la baza zidurilor și a pregătit un dispozitiv exploziv de 600 kg. La ora 17:00 bomba a fost detonată, distrugând o parte a peretelui, iar forțele germane au atacat din nou la adăpostul a trei blindate, reușind de această dată să ocupe cea mai mare parte a clădirii, cu excepția subsolului.
La ora 18:00 germanii au adus pompe automate, cisterne cu benzină și aruncătoare de flăcări, pe care le-au folosit pentru a inunda subsolurile cu benzină care ardea. După ce trei polonezi au fost arși de vii (făcând ca totalul pierderilor poloneze să fie de șase morți în luptă), cei rămași au decis să capituleze. Primele două persoane care au părăsit clădirea - directorul Dr. Jan Michoń, care purta un steag alb, și comandantul (naczelnik) Józef Wąsik — au fost împușcați de germani (potrivit unei versiuni, dr. Michoń a fost atacat cu un aruncător de flăcări). Polonezilor rămași li s-a permis să se predea și să părăsească clădirea care ardea. Șase persoane au reușit să fugă din clădire, deși doi dintre ei au fost capturați în zilele următoare.

## Urmări
16 prizonieri răniți au fost trimiși la spitalul Gestapo-ului, unde au murit ulterior șase dintre ei (inclusiv fetița Erwina în vârstă de 10 ani). Ceilalți 28 au fost închiși în clădirea poliției și, după câteva zile, au fost trimiși la Victoriaschule, unde au fost interogați și torturați. Alți 300 - 400 de cetățeni polonezi din Danzig erau, de asemenea, acolo.

### Curtea marțială
Toți prizonieri au fost judecați de Curtea Marțială a unității Gruppe Eberhardt din cadrul Wehrmacht-ului. Un prim grup de 28 de prizonieri de la Victoriaschule, având un singur ofițer al Wehrmacht-ului ca avocat apărător, a fost judecat la 8 septembrie, iar un al doilea grup de 10, care s-au refăcut în spital de pe urma rănilor suferite, la 30 septembrie. Toți au fost condamnați la moarte ca luptători ilegali în temeiul dreptului penal militar german din 1938. Această sentință a fost cerută de procurorul Hans Giesecke și declarată de către judecătorul Kurt Bode, vicepreședinte al Oberlandesgericht Danzig (Tribunalul Regional Superior din Danzig). 28 de sentințe au fost contrasemnate, și au devenit astfel valide din punct de vedere legal, de către generalul Hans Günther von Kluge, iar încă 10 de colonelul Eduard Wagner, care s-a sinucis la 23 iulie 1944 în urma descoperirii implicării sale în atentatul împotriva lui Hitler de la 20 iulie 1944. Cererea de grațiere a fost respinsă de generalul Walther von Brauchitsch. O soartă similară i-a așteptat pe unsprezece muncitori feroviari polonezi din sudul orașului după ce au dejucat o tentativă germană de utilizare a unui tren blindat și au fost executați de către SA, împreună cu familiile lor.

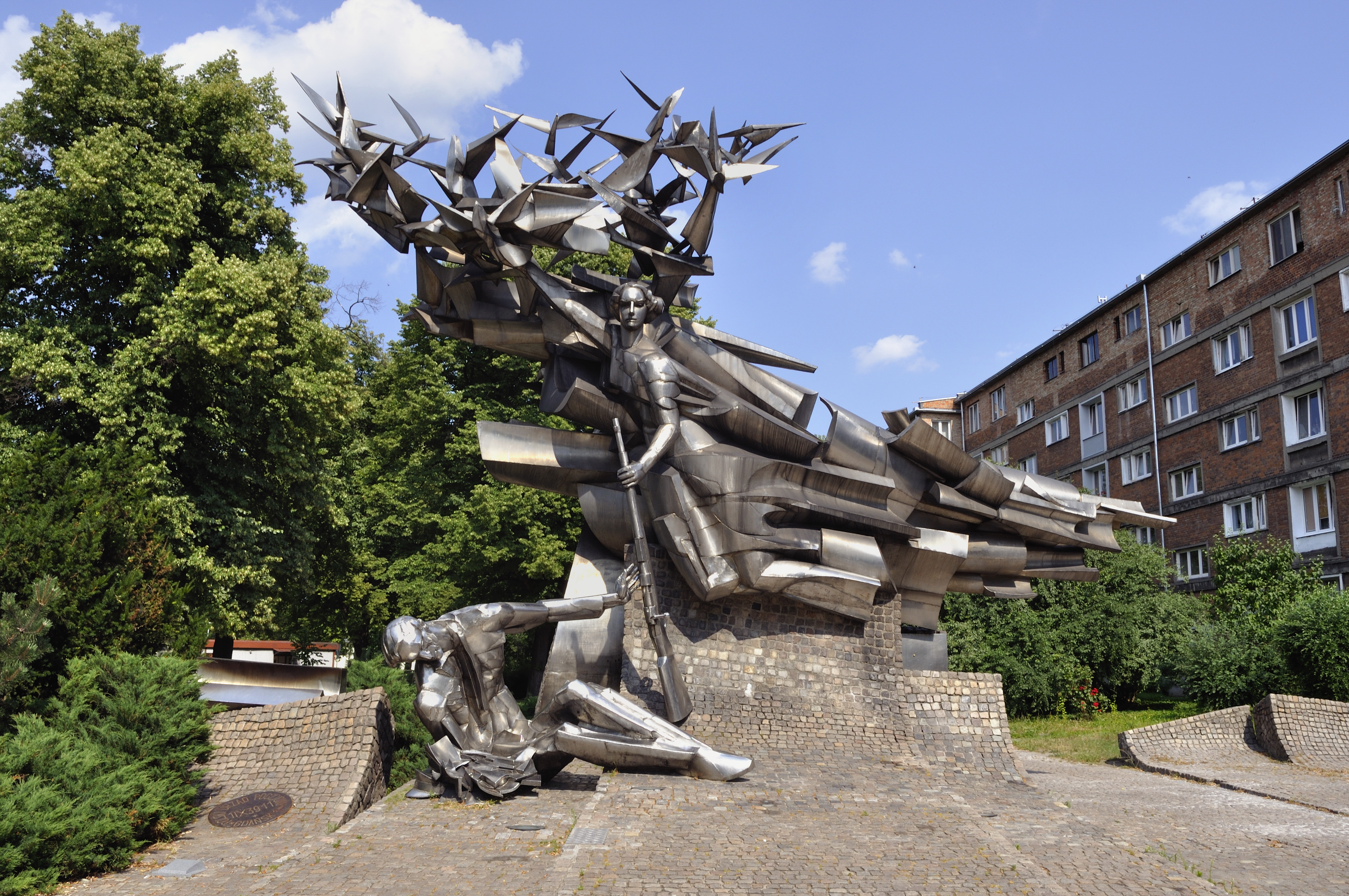
Monumentul apărătorilor Oficiului Poștal Polonez din Gdańsk

Prizonierii au fost în mare parte executați de un pluton de execuție condus de Sturmbannführer-ul SS Max Pauly (mai târziu comandant al lagărului de concentrare Neuengamme) la 5 octombrie și îngropați într-o groapă comună din cimitirul din Danzig-Saspe (Zaspa). Un altul, Leon Fuz, a fost recunoscut mai târziu și ucis în lagărul de concentrare Stutthof în luna noiembrie. Patru apărători care au reușit să scape și să se ascundă au supraviețuit războiului. Familiile poștașilor au fost, de asemenea, persecutate.
Giesecke și Bode nu au fost niciodată trași la răspundere pentru acest episod sau făcuți responsabili pentru crimă judiciară. Ei au fost denazificați după război și și-au continuat carierele de avocați în Germania. Ambii au murit din cauze naturale în anii '70. Abia în 1997/1998, tribunalul german de la Lübeck (Große Strafkammer IIb și Dritte Große Strafkammer) a invalidat sentința nazistă din toamna anului 1939, invocând printre motive că dreptul penal militar special a avut efect în Danzig numai de la 16 noiembrie 1939 și că președintele completului de judecată și-a îndeplinit cu neglijență atribuțiile. Decizia instanței germane a fost pronunțată ca urmare a activității unui autor german, Dieter Schenk, care a publicat o monografie despre apărarea oficiul poștal și s-a referit la executarea apărătorilor ca la o crimă judiciară (Justizmord). Schenk subliniază rolul forțelor de poliție din Danzig în asaltul asupra oficiului poștal, ceea ce a făcut ca tribunalul militar (Curtea marțială a Wehrmacht-ului) să nu aibă competența de a-i judeca pe apărători. În schimb, trebuia să li se aplice legea penală a Orașului Liber Danzig, care nu prevedea existența pedepsei cu moartea.
În Polonia, întregul episod a devenit unul dintre cele mai cunoscute episoade ale Campaniei Poloneze din septembrie 1939 și este, de obicei, descris ca o poveste eroică, în stilul luptei biblice dintre David și Goliat. În această viziune, este vorba de un grup de poștași care au rezistat atacurilor trupelor SS germane timp de aproape o zi. În 1979 a fost dezvelit la Gdańsk un monument dedicat apărătorilor Oficiului Poștal Polonez din Gdańsk.